# Quarnbek
Quarnbek település Németországban, Schleswig-Holstein tartományban. Lakosainak száma 1763 fő (2023. december 31.).

## Népesség
A település népességének változása:
| Lakosok száma | 1476 | 1746 | 1746 | 1770 | 1754 | 1763 |
|               | 1975 | 2017 | 2019 | 2021 | 2022 | 2023 |